# 740. grenadirski polk (Wehrmacht)
740. grenadirski polk (izvirno nemško 740. Grenadier-Regiment; kratica 740. GR) je bil pehotni polk Heera v času druge svetovne vojne.

## Zgodovina
Polk je bil ustanovljen 15. oktobra 1942 za potrebe 710. pehotne divizije. 